# Eugène Atget

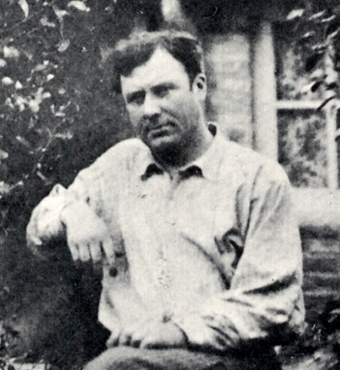
Eugène Atget ca 1890.

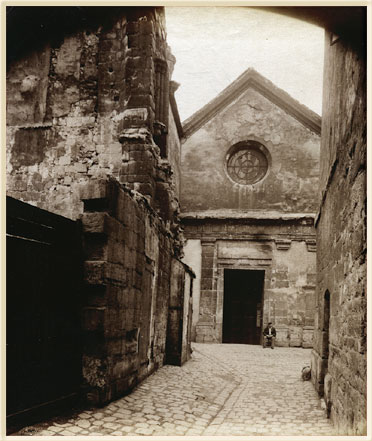
"Saint-Julien-le-Pauvre" 1898.

Eugène Atget, född 12 februari 1857 i Libourne, Frankrike, död 4 augusti 1927 i Paris, var en fransk fotograf. Han kom med tiden att ta drygt 10 000 fotografier av Paris byggnader och gatuliv. Fotografierna är icke sällan mycket suggestiva.[källa behövs]

## Biografi
Atget föddes 1857 i staden Libourne i sydvästra Frankrike, nära Bordeaux. Mellan 1879 och 1881 studerade han vid Conservatoire d'Art Dramatique i Paris. Efter att han klarat av studierna så provade han på karriärer som både konstnär och skådespelare. Under 1898 började han lära sig att fotografera på egen hand. Från och med det arbetade han som reklam- och topografifotograf fram till 1925. 1926 upptäcktes hans bilder av fotografen Berenice Abbott som även kom att köpa hans bildsamling när han avled 1927.

## Bildgalleri

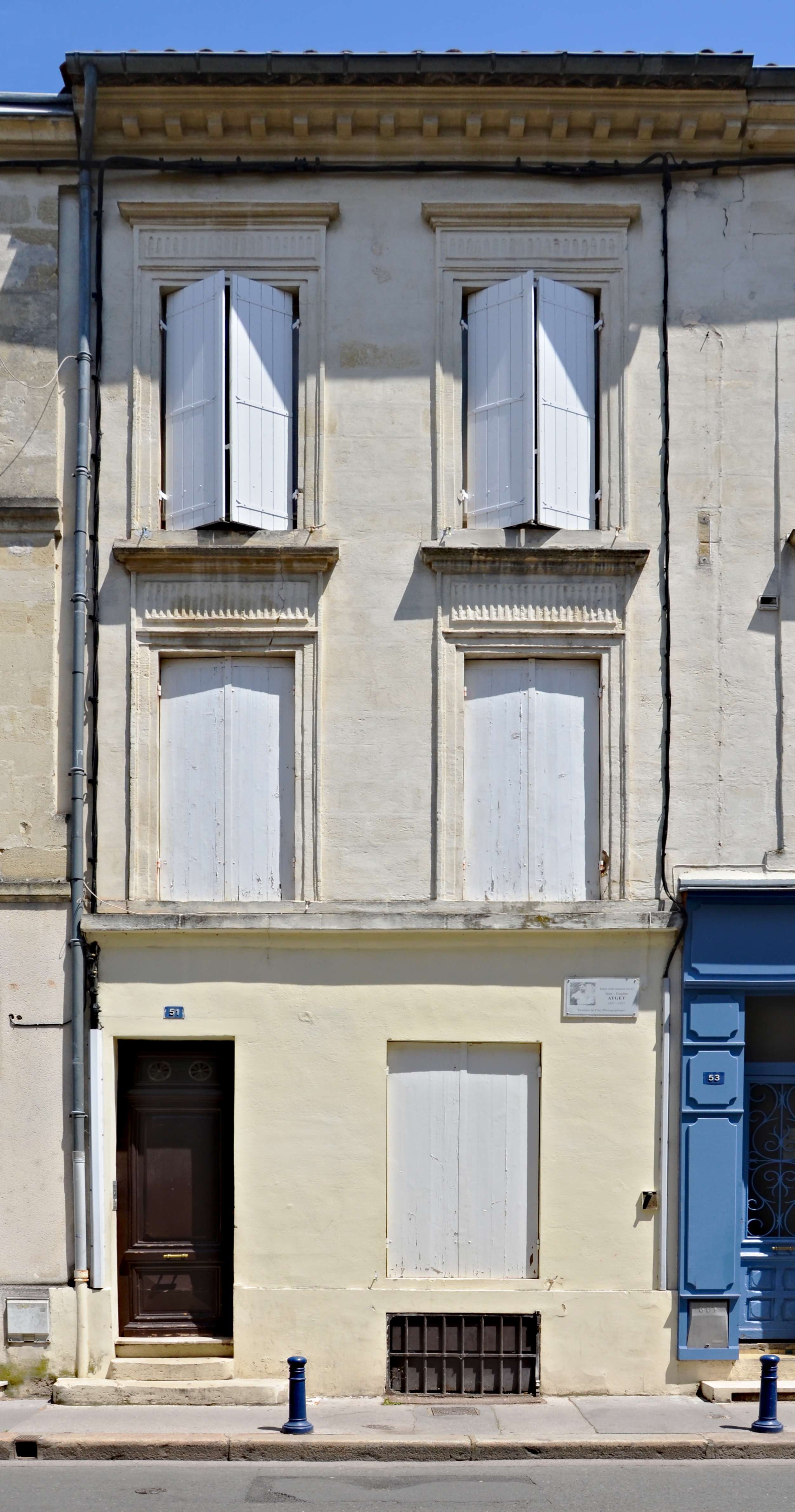
Eugène Atgets födelsehus i Libourne.
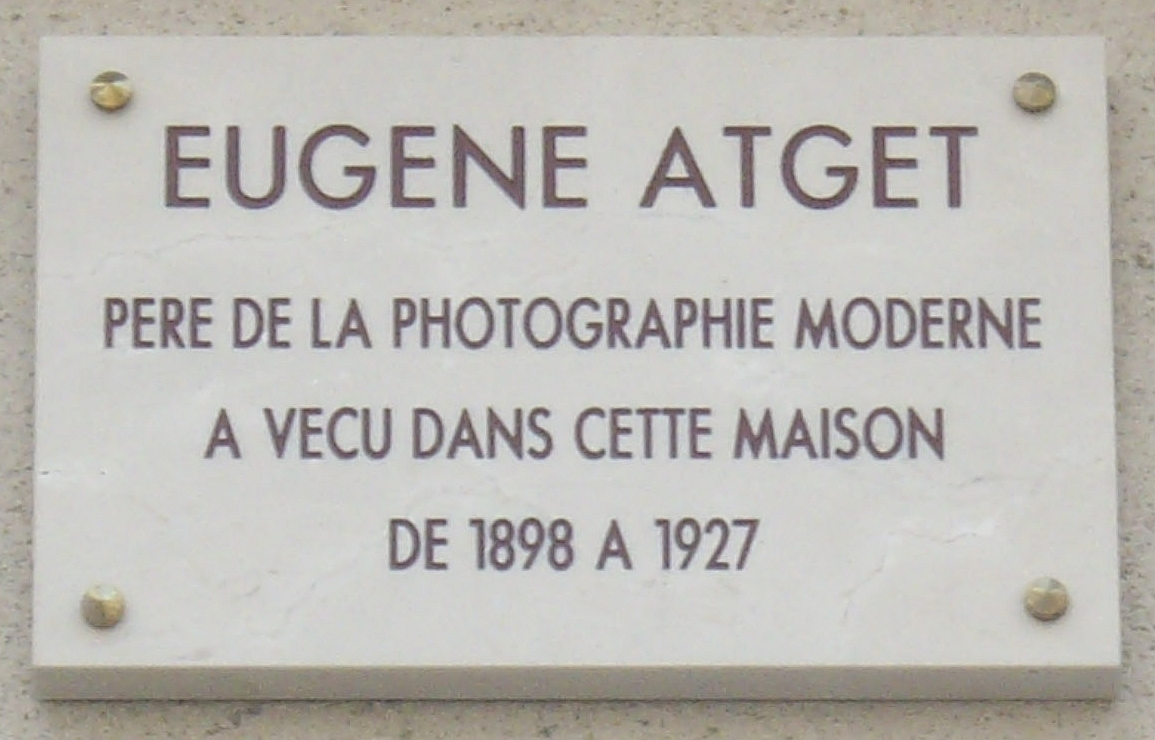
"Eugène Atget  Den moderna fotografins fader bodde i detta hus 1898 - 1927".
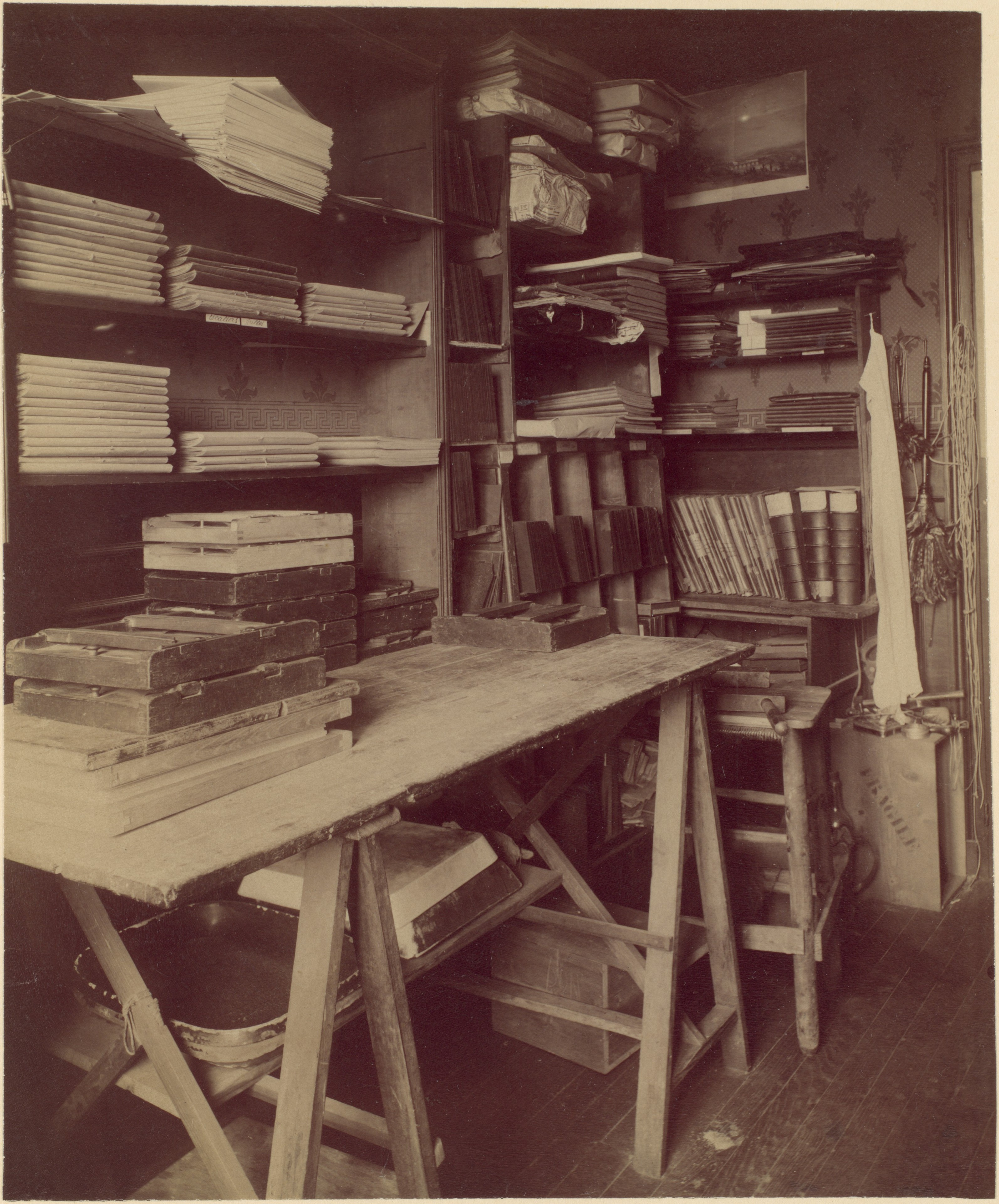
Eugène Atgets arbetsrum med plåtar och kontaktkartor.
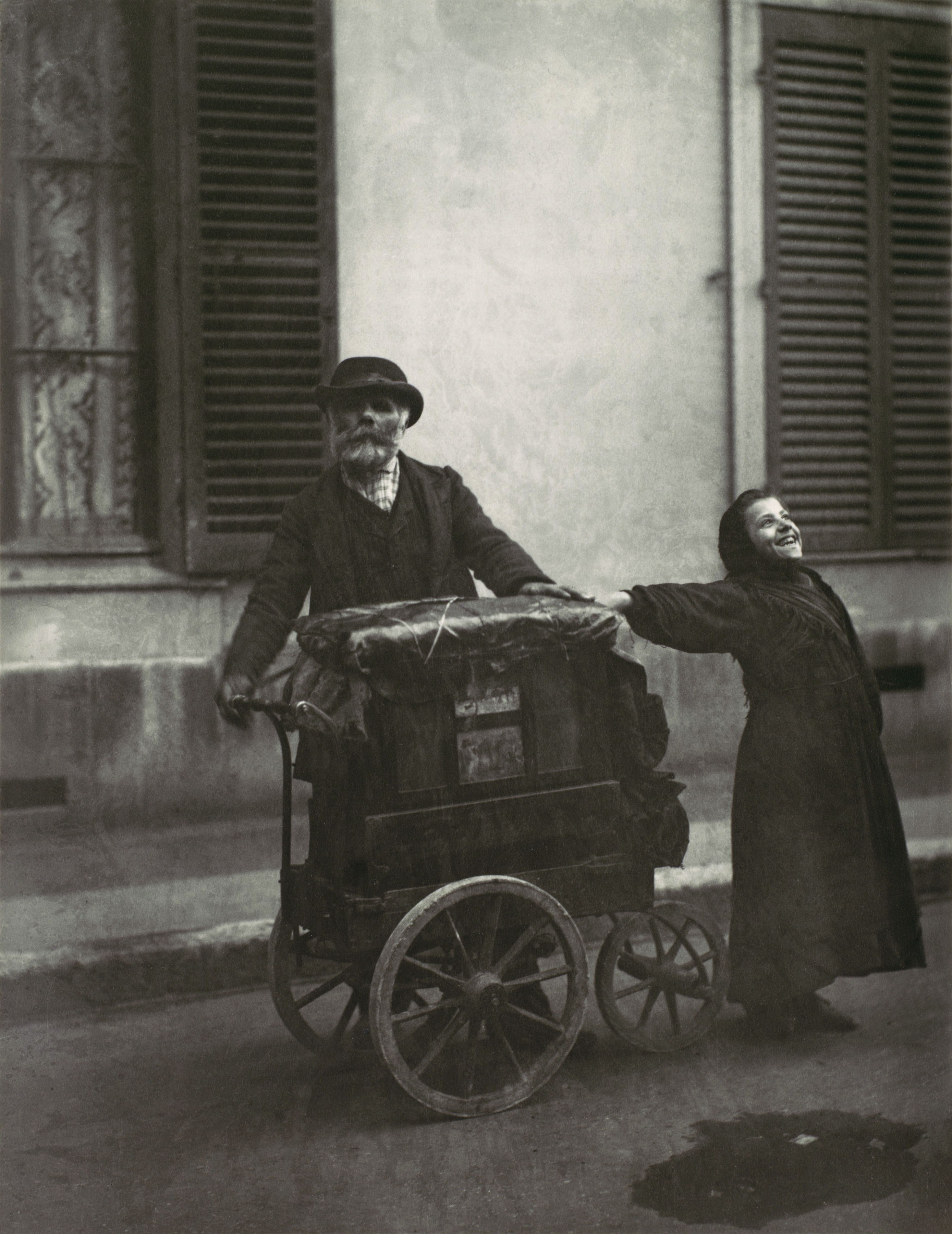
Positivhalare, omkring 1898.
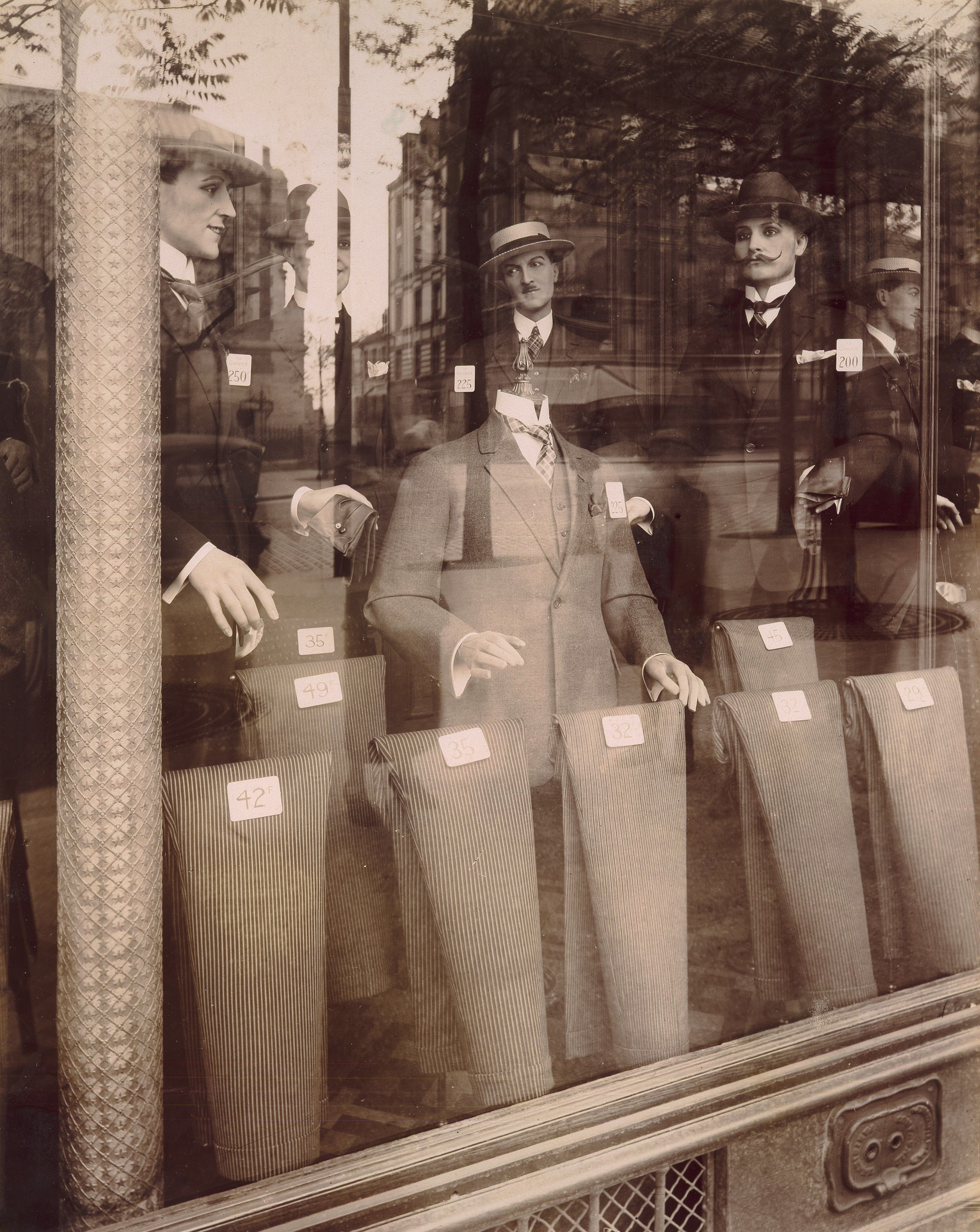
Avenue des Gobelins, omkring 1925.
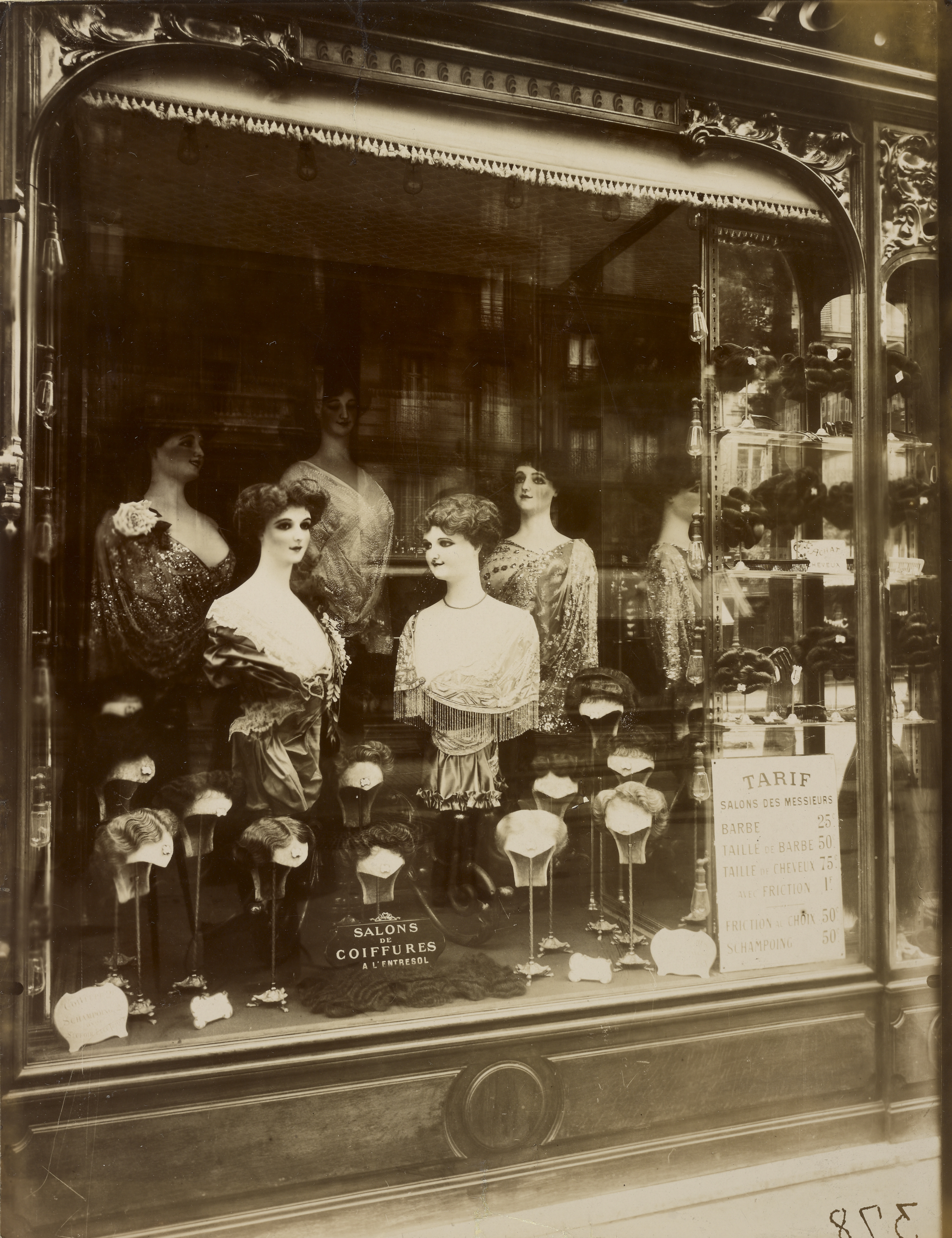
Silvergelatintryck, så kallat ädelförfarande.